# Chloropsis cyanopogon
El verdín gorgiazul (Chloropsis cyanopogon) es una especie de ave paseriforme de la familia Chloropseidae propia de la península malaya, Sumatra, Borneo, e islas menores aledañas.

## Subespecies
- Chloropsis cyanopogon cyanopogon
- Chloropsis cyanopogon septentrionalis